# إفراغة
إفراغة (بالإسبانية: Fraga)‏ هي إحدى مدن مقاطعة وشقة بمنطقة أراغون في إسبانيا، وتقع على نهر سينكا. وفقًا لتعداد سنة 2014، بلغ عدد سكانها 14,926 نسمة، يتحدث سكانها لهجة محلية خاصة من الكتالانية تدعى الفراغاتية.
في سنة 1134 م، قُتل ألفونسو الأول ملك أراغون وهو يحاول اقتحام أسوارها خلال معركة إفراغة، قبل أن يستولي عليها ريموند برانجيه الرابع كونت برشلونة من أيدي المرابطين سنة 1149 م.

## توأمة
لفراغا اتفاقيات توأمة مع كل من:
- تاراسكون
- Catarina, Nicaragua [الإنجليزية]‏